# Хлодвиг цу Хоенлое-Шилингсфюрст
Хлодвиг цу Хоенлое-Шилингсфюрст, принц на Ратибор и Корвей (на немски: Chlodwig zu Hohenlohe-Schillingsfürst, Prinz von Ratibor und von Corvey, 31 март 1819 – 6 юли 1901) е германски, пруски и баварски държавник.
Между 1866 и 1870 година е министър-председател на Бавария. От 1894 до 1900 г. е райхсканцлер на Германската империя и министър-председател на Прусия.
Подписва Берлинския договор.

## Дипломатически път
- 1866 – 1870 – министър-президент на Бавария
- 1874 – 1880 – посланик в Париж: подписва Берлинския договор
- 1885 – 1894 – губернатор на Елзас-Лотарингия, не успява да спечели населението на немска страна.
- 1894 – 1900 – канцлер на Германската империя, президент на Прусия

## Биография
Хлодвиг цу Хоенлое-Шилингсфюрст е седмият княз на Хоенлое-Шилингсфюрст. Той е вторият от петте синове на княз Франц Йозеф фон Хоенлое-Шилингсфюрст (1787 – 1841) и съпругата му принцеса Каролина Фридерика Констанца фон Хоенлое-Лангенбург (1792 – 1847), дъщеря на княз Карл Лудвиг фон Хоенлое-Лангенбург (1762 – 1825). Внук е на княз Карл Албрехт II фон Хоенлое-Валденбург-Шилингсфюрст (1742 – 1796).
От 1837 г. той следва право в Гьотинген, Бон, Лозана, Хайделберг и отново в Бон. От 1842 г. той започва дипломатическа кариера първо в Прусия, през август 1843 г. взема втория юридически изпит.

## Фамилия
Хлодвиг цу Хоенлое-Шилингсфюрст се жени на 16 февруари 1847 г. в Рьоделхайм за принцеса Мария Антоанета Каролина Стефани фон Сайн-Витгенщайн-Берлебург (16 февруари 1829 – 21 декември 1897), дъщеря на княз Лудвиг Адолф Фридрих фон Сайн-Витгенщайн-Сайн (Пьотър Витгенщайн) (1799 – 1866). Те имат шест деца:
- Елизабет Констанца Леонила Стефани (30 ноември 1847 – 26 октомври 1915)
- Стефани Мария Антония (6 юли 1851 – 18 март 1882), омъжена за граф Артур фон Шьонборн-Визентхайд (1846 – 1915)
- Филип Ернст II Мария (5 юни 1853 – 26 декември 1915), 8. княз на Хоенлое-Шилингсфюрст
- Алберт Франц Доминикус (14 октомври 1857 – 13 април 1866), принц на Хоенлое-Шилингсфюрст
- Мориц Карл Виктор (6 август 1862 – 27 вефруари 1940), 9. княз на Хоенлое-Шилингсфюрст
- Александер (6 август 1862 – 16 май 1924), принц на Хоенлое-Шилингсфюрст